# Berehî, Pustomîtî
Berehî (în ucraineană Береги) este un sat în comuna Semenivka din raionul Pustomîtî, regiunea Liov, Ucraina.

## Demografie
Componența lingvistică a localității Berehî
     Ucraineană (100%)
Conform recensământului din 2001, toată populația localității Berehî era vorbitoare de ucraineană (100%).